# Cornelis van de Ven
Cornelius (Cornelis) van de Ven (Oirschot, 16 juni 1865 - Shreveport, 8 mei 1932) was een Nederlandse rooms-katholiek geestelijke. Hij was de eerste bisschop van het bisdom Alexandria in de Amerikaanse staat (Louisiana).
Hij werd geboren als het derde kind van Petrus van de Ven en Joanna Maria Roche. In september 1878 begon hij zijn studie aan het Klein Seminarie die hij zes jaar later verliet als "primus" (eerste van de klas). Na zijn studie aan het Groot Seminarie te Haaren werd hij tot priester gewijd.
Op 24 oktober 1890 vertrok Cornelis van de Ven vanuit Antwerpen naar New York (Verenigde Staten van Amerika), gevolg gevend aan de oproep van mgr. Franciscus Janssens, de aartsbisschop van New Orleans. Hij reisde daaruit door naar New Orleans in de staat Louisiana. Hij zou 41 jaar lang actief blijven binnen de Rooms-Katholieke Kerk in de Verenigde Staten van Amerika.
Hij was achtereenvolgens onderpastoor in New Iberia en pastoor in Jennings, Lake Charles en Baton Rouge. Op 10 augustus 1904 werd hij benoemd tot bisschop van het in 1853 opgerichte bisdom Natchitoches, dat het noorden van Louisiana omvatte. Hij werd tot bisschop gewijd in de kathedraal van New Orleans. Aangezien Natchitoches niet zo goed bereikbaar was, vroeg en kreeg hij in 1910 toestemming van Rome om de zetel van het bisdom te verplaatsen naar Alexandria.
Van de Ven rekruteerde priesters voor zijn bisdom in Nederland, België en Frankrijk en haalde ook kloosterorden naar zijn bisdom om parochies, scholen, weeshuizen en ziekenhuizen te bedienen. Hij moedigde ook initiatieven van katholieke leken aan, zoals de Knights of Columbus of het Sint-Vincentius a Paulogenootschap. Hij was een vaardig redenaar en verdediger van de mensenrechten. In december 1929 werd hij door paus Pius XI benoemd tot assistent-bisschop bij de pauselijke troon.
Begin 1931 begon zijn gezondheid achteruit te gaan. Na een kort ziekbed overleed Cornelis van de Ven op 66-jarige leeftijd te Shreveport.